# 安田長秀
安田 長秀（やすだ ながひで）は、戦国時代の武将。上杉氏の家臣。越後国北蒲原郡白河庄の安田城主。安田氏は北越後の豪族・揚北衆の一つ。

## 出自
桓武平氏大掾氏流城氏支流の大見氏の末裔とされる。上杉謙信の家臣に安田景元、安田顕元、安田能元などの同姓の人物がいるが、こちらは大江姓安田氏であり別の一族である。本拠もそれぞれ安田城ではあるが、長秀の平姓安田氏は越後蒲原郡（現在の新潟県阿賀野市）の安田城主であり、大江姓安田氏は越後刈羽郡の安田城主である。また、出自から長秀の方の安田氏を大見安田氏、景元らの方の安田氏を毛利安田氏と呼ぶこともある。

## 生涯
長秀の史料初見は享禄4年（1531年）であり、その頃既に長尾為景に属する豪族の一人として署名が見られる。以降は通称の「治部少輔」として史料上散見される。なお「安田氏系譜」では別称を但馬守としたとしているが、史料上からは確認できない。
上条定憲の乱で長尾氏に従って以降、長尾氏・上杉氏の家臣として従い、特に永禄4年（1561年）の川中島の戦いにおいては上杉政虎（謙信）従って勇戦し、同じ揚北衆の色部勝長・中条藤資らと共に謙信から「血染めの感状」を賜った。謙信の死後に起きた御館の乱では上杉景勝を支持。安田城は上杉景虎を支援する蘆名氏による攻撃を受けている。
長秀と比定されている「安田治部少輔」の史料終見は天正9年（1581年）である。没年は、長秀の末裔が仕えた米沢藩が後に編纂した「御家中諸士略系譜」によると天正10年（1582年）。安田氏の家督は河田元親の三男である与親が相続した。一方、長秀の末裔が幕末に編纂した「安田氏系譜」では長秀の没年を弘治2年（1556年）とし、以後に史料上現れる「安田治部少輔」は長秀の子で、名を安田有重としている（後述）。

## 安田有重
前述の通り、『安田町史』の引く「安田氏系譜」によると、安田長秀（但馬守、治部少輔）は弘治2年（1556年）に没しており、川中島の戦いや御館の乱で活躍した「安田治部少輔」は、長秀の子にあたる「安田有重」（伯耆守、治部少輔）の事績であるとしている。
同系譜によると有重は長秀の実子で、母は長尾政景の妹。妹に下条忠親と安田堅親の室がいる。「御家中諸士略系譜」などで長秀の養子とされる安田堅親（与親）は有重の養子であり、有重は文禄2年4月8日（1593年5月8日）に没。戒名は自性院殿本安利源居士で、墓所は父・長秀と同じ米沢市の常安寺にあるという。

## 逸話
- 弘治元年（1555年）に上杉謙信（当時は長尾景虎）が北条氏康と戦うために関東に出兵した際、長尾政景が春日山城の留守居役となった。政景が景虎に留守のことを相談する書状を送ったところ、景虎は「安田長秀を使いとしてやったから、詳細は安治（安田治部少輔＝長秀）に聞け」と返書している。